# Provincia de Drente
Drente (en neerlandés: Drenthe) es una de las doce provincias que conforman los Países Bajos. Al igual que las demás provincias, está gobernada por un comisionado o comisario designado por el monarca y una cámara legislativa elegida mediante sufragio universal. La capital es Assen. Limita con las provincias de Groninga, Frisia y Overijssel y el Estado federado alemán de Baja Sajonia.
En Drente hay grandes brezales y también dólmenes.

## Historia
Drente formó parte del obispado de Utrecht de 1046 a 1522, cuando es tomada por Carlos de Egmond, pero pasó al emperador del Sacro Imperio Carlos V en 1536 y se incorporó al Imperio Habsburgo. La región participó en la revuelta de los Países Bajos contra España, pero no se convirtió en provincia hasta 1796.

## Municipios
Drente está dividido en 12 municipios:
|  | 1. Aa en Hunze 2. Assen 3. Borger-Odoorn 4. Coevorden 5. Emmen 6. Hoogeveen 7. Meppel 8. Midden-Drenthe 9. Noordenveld 10. Tynaarlo 11. Westerveld 12. De Wolden |